# كاميلا مارتيلي

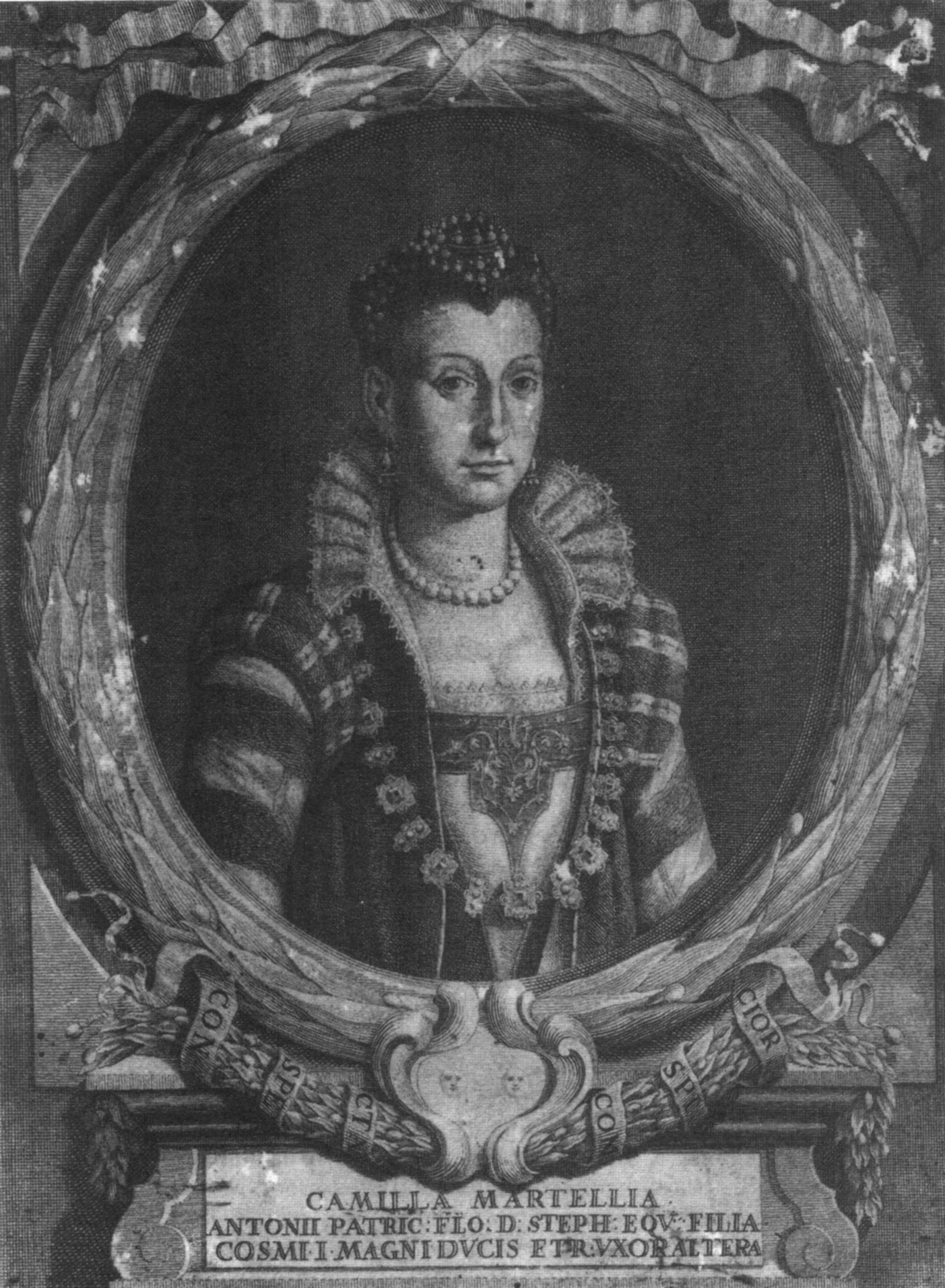
Ritratto di Camilla Martelli

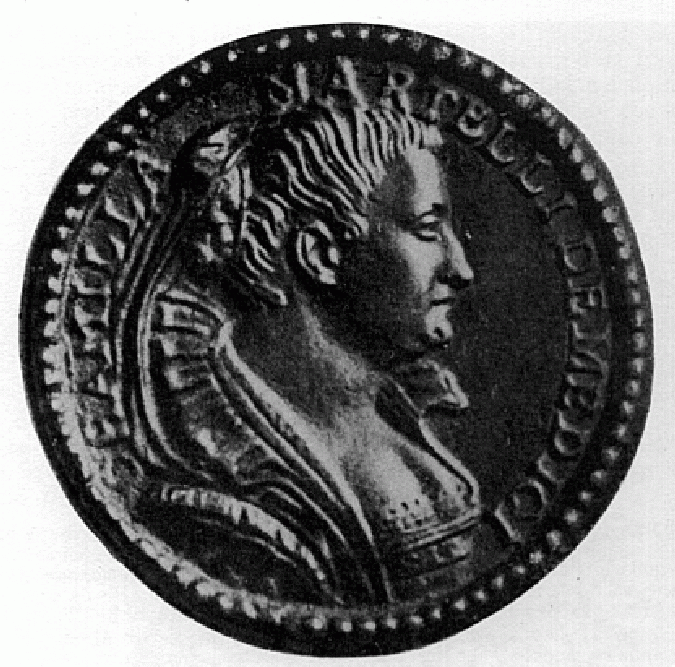
Medaglia di Camilla Martelli, attribuita a Pastorino de' Pastorini (1590 circa)

كاميلا مارتيلي (Camilla Martelli) (فلورنسا، 1545 - فلورنسا، 30 مايو 1590) عشيقة ثم زوجة دوق توسكانا الأكبر كوزيمو الأول دي ميديشي.
ولدت في إحدى أهم عائلات الأرستقراطية الفلورنسية، هي ابنة انطونيو مارتيلي وإليزابيتا سوديريني. أشـِيد بجمالها، أصبحت عشيقة كوزيمو بعد وفاة الزوجة الأولى إليونورا توليدو وفقدانه الاهتمام بالعشيقة إليونورا ديلي ألبازي، رغم أنها تصغره بستة وعشرين عاماً. كانت كاميلا المرأة التي وقفت بجانب أول غراندوق لتوسكانا في سنوات شيخوخته، الذي لـمّا مرض وأصابته بسكتة دماغية خطيرة، اعتزال إلى حياته الخاصة في فيلا دي كاستيلو، وتنازل عن الحكم لصالح ابنه فرانشيسكو الأول.
أنجبت كاميلا في سنة 1568 من كوزيمو ابنتهما فرجينيا، التي كانت دائماً مـُعـَارضة من قبل أبناء زوجة كوزيمو الأولى، ولا سيما من جانب فرانشيسكو نفسه. ورغم أن كوزيمو اضطر للزواج منها فيما بعد سنة 1570 بناءً على دعوة صريحة من البابا بيوس الخامس لم تمنح أبداً لقب غراندوقة، وذلك تلبية لطلبات أبناءه. كتب كوزيمو في رده على شكاوى فرانشيسكو جملة بليغة جدا: «أنا شخص عادي وتزوجت من امرأة فلورنسية طيبة، ومن أسرة طيبة»، يقصد أنه لم يعد دوقاً أكبرا وصار حراً في خياراته. تمت شرعنة فرجينيا وأدمجت في ترتيب ولاية العرش.
كانت كاميلا موضوع الرئيسي للخلافات المريرة بين كوزيمو أبناءه في شيخوخته. وهي لم تنسجم مع مكانتها المرموقة، ما جعلها تبدو سوقيةً قياساً بدرجة الفقيدة إليونورا توليدو التي لا تضاهيها. الدوق الأكبر ليتفادى الفضيحة، أبقاها بعيدة وحظر عليها والاحتفالات والحفلات الرسمية.
عام 1574 ، انخفضت قدرة كوزيمو الأول الحركية وصار عاجزاً عن الكلام بسبب مشاكل في الدورة الدموية، وتوفي بعد أقل من عام واحد سنة 1575 ، تراجعت كاميلا وأجبرها فرانشيسكو الأول على دخول دير الموراتي الفلورنسي في عمر التسعة والعشرين، حيث توارت آمالها في الزواج مرة أخرى. بسبب شكواها وتقلباته ونوبات هستيرية حقيقية، طلبت الراهبات أنفسهن من الدوق الأكبر نقلها إلى مكان آخر، في دير سانتا مونيكا، حيث تربت في صباها. سـُمح لها بمغادرة الدير فقط لحضور زفاف ابنتها فرجينيا في 6 فبراير 1586 بتشيزري ديستي ابن ألفونسو. تحصلت على حرية أكبر بعد وفاة فرانشيسكو، فسمح لها فرديناندو الأول بالعيش في فيلا لابيدجي. على ما يبدو لتكرار النوبات، حـُبست مرة أخرى في سانتا مونيكا، حيث ماتت سنة 1634.